# Poldervaartita
La poldervaartita és un mineral de la classe dels silicats. Rep el seu nom en honor d'Arie Poldervaart (1918-1964), petròleg de la Universitat de Colúmbia, a Nova York.

## Característiques
La poldervaartita és un silicat de fórmula química CaCa[SiO₃(OH)](OH). Va ser aprovada com a espècie vàlida per l'Associació Mineralògica Internacional l'any 1992. Cristal·litza en el sistema ortoròmbic. La seva duresa a l'escala de Mohs és 5. És l'anàleg de l'olmiïta amb calci dominant.
Segons la classificació de Nickel-Strunz, la poldervaartita pertany a «9.AF - Nesosilicats amb anions addicionals; cations en [4], [5] i/o només coordinació [6]» juntament amb els següents minerals: sil·limanita, andalucita, kanonaïta, cianita, mullita, krieselita, boromullita, yoderita, magnesiostaurolita, estaurolita, zincostaurolita, topazi, norbergita, al·leghanyita, condrodita, reinhardbraunsita, kumtyubeïta, hidroxilcondrodita, humita, manganhumita, clinohumita, sonolita, hidroxilclinohumita, leucofenicita, ribbeïta, jerrygibbsita, franciscanita, örebroïta, welinita, el·lenbergerita, sismondita, magnesiocloritoide, ottrelita i olmiïta.

## Formació i jaciments
Va ser descoberta a la mina Wessels, a la localitat de Hotazel, al camp de manganès del Kalahari de la regió del Cap Septentrional, a Sud-àfrica. Només ha estat descrita en un altre indret en tot el planeta: a la mina N'Chwaning I, a Kuruman, a la mateixa regió que la seva localitat tipus.